# Coppa del Mondo di biathlon
La Coppa del Mondo di biathlon è un circuito internazionale di gare di biathlon organizzato annualmente dalla International Biathlon Union (IBU), a partire dalla stagione 1977-1978 per gli uomini, dalla stagione 1982-1983 per le donne.
Le prove di Coppa del Mondo si svolgono da novembre-dicembre a marzo in vari centri europei, nordamericani e, a volte, sudcoreani. Attualmente si svolgono dieci tappe (compresi i Mondiali, che si svolgono negli anni non olimpici a rotazione fra i vari centri e, negli anni olimpici, i Giochi olimpici invernali) in altrettanti centri di biathlon con tre competizioni per centro (tranne a Mondiali e Olimpiadi, dove si svolgono tutte le competizioni), sia al maschile che al femminile.
Il trofeo consegnato al vincitore è una sfera di cristallo, che rappresenta il mondo, su un piedistallo. È lo stesso trofeo consegnato ai vincitori delle Coppe del Mondo organizzate dalla Federazione Internazionale Sci (combinata nordica, sci alpino, sci di fondo, salto con gli sci e skiroll). Per questo a volte il termine "sfera di cristallo" è usato come sinonimo di Coppa del Mondo.

## Regolamento

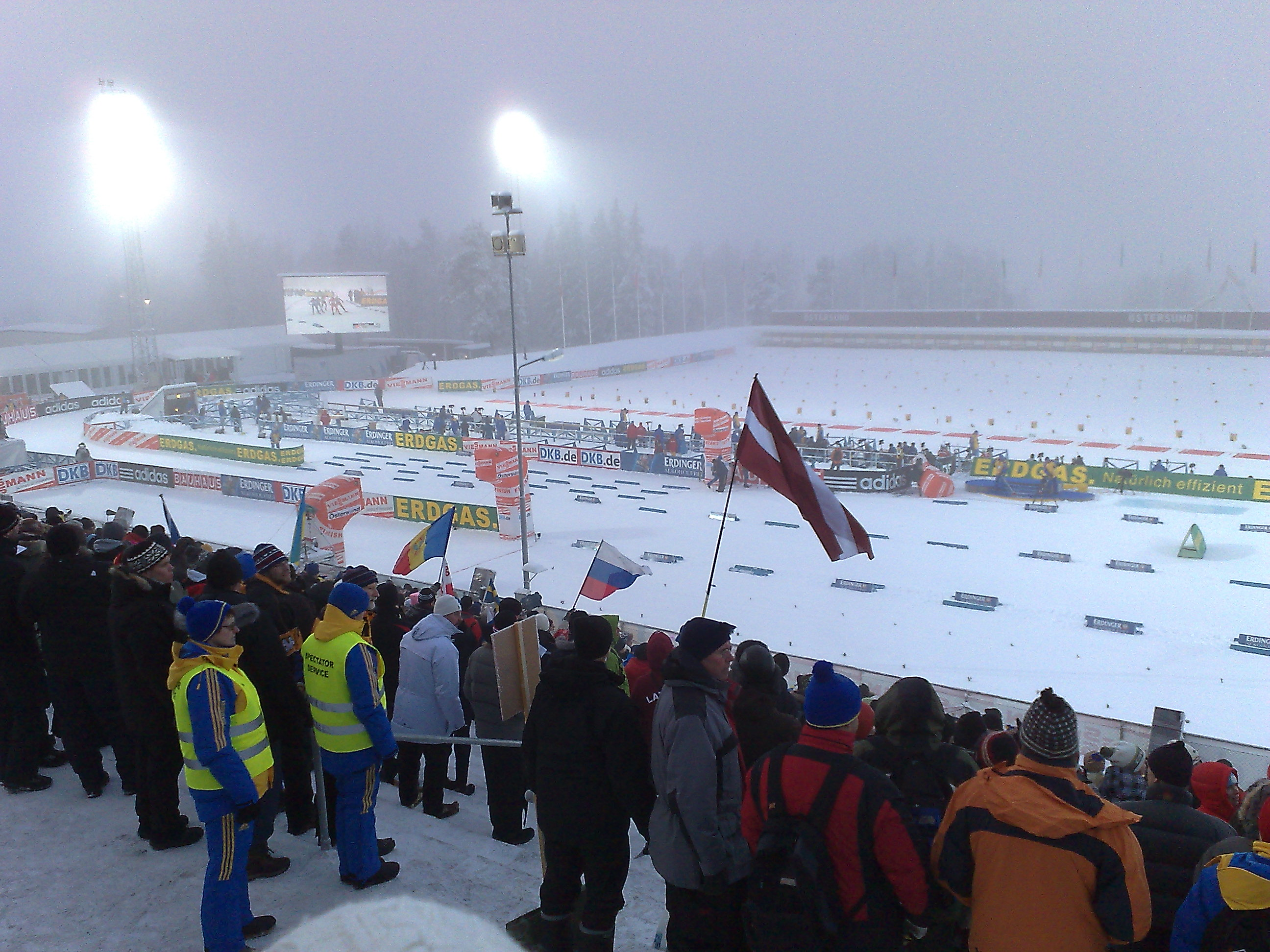
Il poligono di Östersund, in Svezia, durante la Coppa del Mondo 2009

### Tipologie di gara

#### Individuale
A volte indicata con l'espressione inglese individual, si svolge lungo una distanza di 20 km per gli uomini e 15 km per le donne. Si va al tiro in quattro poligoni; ogni errore comporta un minuto di penalità. Gli atleti partono a intervalli di 30 secondi l'uno dall'altro. Dalla stagione 2018-19 in IBU Cup e dalla tappa di Anterselva-Antholz del 2024 anche in coppa del mondo, l'IBU ha introdotto una gara chiamata Short Individual che si differenzia dal format classico nelle distanze, 15 km per gli uomini e 12,5 km per le donne, e per le penalità ridotte a 45 secondi ad errore.

#### Sprint
Si svolge lungo una distanza di 10 km per gli uomini e 7,5 km per le donne. Si va al tiro in due poligoni; ogni errore comporta un giro da 150 m di penalità. Gli atleti partono a intervalli di 30 secondi l'uno dall'altro.

#### Inseguimento
A volte indicata con l'espressione inglese pursuit, si svolge lungo una distanza di 12,5 km per gli uomini e 10 km per le donne. Si va al tiro in quattro poligoni; ogni errore comporta un giro da 150 m di penalità. Gli atleti partono secondo un ordine dettato dai distacchi registrati nella gara immediatamente precedente (generalmente la sprint), arrotondati al secondo.

#### Partenza in linea
A volte indicata con l'espressione inglese mass start, si svolge lungo una distanza di 15 km per gli uomini e 12,5 km per le donne. Si va al tiro in quattro poligoni; ogni errore comporta un giro da 150 m di penalità. Gli atleti partono tutti simultaneamente.

#### Staffetta
A volte indicata con l'espressione inglese relay, si svolge nelle formule 7,5 x 4 per gli uomini (quattro atleti, ognuno deve percorrere 7,5 km) e 6 x 4 per le donne (quattro atlete, ognuna deve percorrere 6 km). Si va al tiro in due poligoni per ogni frazione e ogni atleta ha a disposizione tre ricariche per ogni poligono (più i cinque colpi normali) nel caso di bersagli mancati. Se alla fine non tutti i bersagli sono stati colpiti, ogni errore comporta un giro da 150 m di penalità.

#### Staffetta mista
A volte indicata con l'espressione inglese mixed relay, si svolge nella formula 6 x 2 + 7,5 x 2. Le prime due frazioni sono percorse dalle due donne (ognuna deve percorrere 6 km) e le ultime due frazioni dai due uomini (ognuno deve percorrere 7,5 km). Le regole riguardanti ciascuna frazione sono le medesime della staffetta.

### Punteggio
Il sistema di attribuzione del punteggio è stato modificato più volte dalla fondazione della Coppa del Mondo.
Una particolarità della Coppa del Mondo di biathlon è l'annullamento, a fine stagione, di alcuni risultati per ogni biatleta. Infatti i due peggiori risultati ottenuti, considerando tutte le gare della stagione, non vengono conteggiati al fine della classifica generale. Talvolta questo "scarto" dei risultati può apportare cambiamenti decisivi per la l'assegnazione della Coppa. Questo sistema non cambia il punteggio finale di un biatleta che non abbia ottenuto punti in almeno tre gare durante la stagione, mentre chi ha partecipato e ottenuto punti in tutte le gare si vedrà alla fine togliere alcuni punti. Questo sistema è stato criticato perché può danneggiare alcuni atleti. Per le classifiche delle coppe di specialità, viene invece annullato il peggior risultato per ogni disciplina.

#### 1978-1984
| Punteggi assegnati dal 1978 al 1984 | Punteggi assegnati dal 1978 al 1984 | Punteggi assegnati dal 1978 al 1984 | Punteggi assegnati dal 1978 al 1984 | Punteggi assegnati dal 1978 al 1984 | Punteggi assegnati dal 1978 al 1984 | Punteggi assegnati dal 1978 al 1984 | Punteggi assegnati dal 1978 al 1984 | Punteggi assegnati dal 1978 al 1984 | Punteggi assegnati dal 1978 al 1984 | Punteggi assegnati dal 1978 al 1984 | Punteggi assegnati dal 1978 al 1984 | Punteggi assegnati dal 1978 al 1984 | Punteggi assegnati dal 1978 al 1984 | Punteggi assegnati dal 1978 al 1984 | Punteggi assegnati dal 1978 al 1984 | Punteggi assegnati dal 1978 al 1984 | Punteggi assegnati dal 1978 al 1984 | Punteggi assegnati dal 1978 al 1984 | Punteggi assegnati dal 1978 al 1984 | Punteggi assegnati dal 1978 al 1984 | Punteggi assegnati dal 1978 al 1984 | Punteggi assegnati dal 1978 al 1984 | Punteggi assegnati dal 1978 al 1984 | Punteggi assegnati dal 1978 al 1984 | Punteggi assegnati dal 1978 al 1984 |
| ----------------------------------- | ----------------------------------- | ----------------------------------- | ----------------------------------- | ----------------------------------- | ----------------------------------- | ----------------------------------- | ----------------------------------- | ----------------------------------- | ----------------------------------- | ----------------------------------- | ----------------------------------- | ----------------------------------- | ----------------------------------- | ----------------------------------- | ----------------------------------- | ----------------------------------- | ----------------------------------- | ----------------------------------- | ----------------------------------- | ----------------------------------- | ----------------------------------- | ----------------------------------- | ----------------------------------- | ----------------------------------- | ----------------------------------- |
| Risultato                           | 1                                   | 2                                   | 3                                   | 4                                   | 5                                   | 6                                   | 7                                   | 8                                   | 9                                   | 10                                  | 11                                  | 12                                  | 13                                  | 14                                  | 15                                  | 16                                  | 17                                  | 18                                  | 19                                  | 20                                  | 21                                  | 22                                  | 23                                  | 24                                  | 25                                  |
| Punti                               | 25                                  | 24                                  | 23                                  | 22                                  | 21                                  | 20                                  | 19                                  | 18                                  | 17                                  | 16                                  | 15                                  | 14                                  | 13                                  | 12                                  | 11                                  | 10                                  | 9                                   | 8                                   | 7                                   | 6                                   | 5                                   | 4                                   | 3                                   | 2                                   | 1                                   |

#### 1985-2000
| Punteggi assegnati dal 1985 al 2000 | Punteggi assegnati dal 1985 al 2000 | Punteggi assegnati dal 1985 al 2000 | Punteggi assegnati dal 1985 al 2000 | Punteggi assegnati dal 1985 al 2000 | Punteggi assegnati dal 1985 al 2000 | Punteggi assegnati dal 1985 al 2000 | Punteggi assegnati dal 1985 al 2000 | Punteggi assegnati dal 1985 al 2000 | Punteggi assegnati dal 1985 al 2000 | Punteggi assegnati dal 1985 al 2000 | Punteggi assegnati dal 1985 al 2000 | Punteggi assegnati dal 1985 al 2000 | Punteggi assegnati dal 1985 al 2000 | Punteggi assegnati dal 1985 al 2000 | Punteggi assegnati dal 1985 al 2000 | Punteggi assegnati dal 1985 al 2000 | Punteggi assegnati dal 1985 al 2000 | Punteggi assegnati dal 1985 al 2000 | Punteggi assegnati dal 1985 al 2000 | Punteggi assegnati dal 1985 al 2000 | Punteggi assegnati dal 1985 al 2000 | Punteggi assegnati dal 1985 al 2000 | Punteggi assegnati dal 1985 al 2000 | Punteggi assegnati dal 1985 al 2000 | Punteggi assegnati dal 1985 al 2000 |
| ----------------------------------- | ----------------------------------- | ----------------------------------- | ----------------------------------- | ----------------------------------- | ----------------------------------- | ----------------------------------- | ----------------------------------- | ----------------------------------- | ----------------------------------- | ----------------------------------- | ----------------------------------- | ----------------------------------- | ----------------------------------- | ----------------------------------- | ----------------------------------- | ----------------------------------- | ----------------------------------- | ----------------------------------- | ----------------------------------- | ----------------------------------- | ----------------------------------- | ----------------------------------- | ----------------------------------- | ----------------------------------- | ----------------------------------- |
| Risultato                           | 1                                   | 2                                   | 3                                   | 4                                   | 5                                   | 6                                   | 7                                   | 8                                   | 9                                   | 10                                  | 11                                  | 12                                  | 13                                  | 14                                  | 15                                  | 16                                  | 17                                  | 18                                  | 19                                  | 20                                  | 21                                  | 22                                  | 23                                  | 24                                  | 25                                  |
| Punti                               | 30                                  | 26                                  | 24                                  | 22                                  | 21                                  | 20                                  | 19                                  | 18                                  | 17                                  | 16                                  | 15                                  | 14                                  | 13                                  | 12                                  | 11                                  | 10                                  | 9                                   | 8                                   | 7                                   | 6                                   | 5                                   | 4                                   | 3                                   | 2                                   | 1                                   |

#### 2001-2008
Dalla stagione 2000-2001 alla stagione 2007-2008 i punteggi erano così distribuiti: 50 punti per il primo posto, 46 per il secondo, 43 per il terzo, 40 per il quarto, 37 per il quinto, 34 punti per il sesto e così via, decrescendo di 2 punti per ogni posto, sino al 15º classificato (16 punti) e quindi di un punto a posto sino al 30º classificato, che riceveva 1 punto.
| Punteggi assegnati dal 2001 al 2008 | Punteggi assegnati dal 2001 al 2008 | Punteggi assegnati dal 2001 al 2008 | Punteggi assegnati dal 2001 al 2008 | Punteggi assegnati dal 2001 al 2008 | Punteggi assegnati dal 2001 al 2008 | Punteggi assegnati dal 2001 al 2008 | Punteggi assegnati dal 2001 al 2008 | Punteggi assegnati dal 2001 al 2008 | Punteggi assegnati dal 2001 al 2008 | Punteggi assegnati dal 2001 al 2008 | Punteggi assegnati dal 2001 al 2008 | Punteggi assegnati dal 2001 al 2008 | Punteggi assegnati dal 2001 al 2008 | Punteggi assegnati dal 2001 al 2008 | Punteggi assegnati dal 2001 al 2008 | Punteggi assegnati dal 2001 al 2008 | Punteggi assegnati dal 2001 al 2008 | Punteggi assegnati dal 2001 al 2008 | Punteggi assegnati dal 2001 al 2008 | Punteggi assegnati dal 2001 al 2008 | Punteggi assegnati dal 2001 al 2008 | Punteggi assegnati dal 2001 al 2008 | Punteggi assegnati dal 2001 al 2008 | Punteggi assegnati dal 2001 al 2008 | Punteggi assegnati dal 2001 al 2008 | Punteggi assegnati dal 2001 al 2008 | Punteggi assegnati dal 2001 al 2008 | Punteggi assegnati dal 2001 al 2008 | Punteggi assegnati dal 2001 al 2008 | Punteggi assegnati dal 2001 al 2008 |
| ----------------------------------- | ----------------------------------- | ----------------------------------- | ----------------------------------- | ----------------------------------- | ----------------------------------- | ----------------------------------- | ----------------------------------- | ----------------------------------- | ----------------------------------- | ----------------------------------- | ----------------------------------- | ----------------------------------- | ----------------------------------- | ----------------------------------- | ----------------------------------- | ----------------------------------- | ----------------------------------- | ----------------------------------- | ----------------------------------- | ----------------------------------- | ----------------------------------- | ----------------------------------- | ----------------------------------- | ----------------------------------- | ----------------------------------- | ----------------------------------- | ----------------------------------- | ----------------------------------- | ----------------------------------- | ----------------------------------- |
| Risultato                           | 1                                   | 2                                   | 3                                   | 4                                   | 5                                   | 6                                   | 7                                   | 8                                   | 9                                   | 10                                  | 11                                  | 12                                  | 13                                  | 14                                  | 15                                  | 16                                  | 17                                  | 18                                  | 19                                  | 20                                  | 21                                  | 22                                  | 23                                  | 24                                  | 25                                  | 26                                  | 27                                  | 28                                  | 29                                  | 30                                  |
| Punti                               | 50                                  | 46                                  | 43                                  | 40                                  | 37                                  | 34                                  | 32                                  | 30                                  | 28                                  | 26                                  | 24                                  | 22                                  | 20                                  | 18                                  | 16                                  | 15                                  | 14                                  | 13                                  | 12                                  | 11                                  | 10                                  | 9                                   | 8                                   | 7                                   | 6                                   | 5                                   | 4                                   | 3                                   | 2                                   | 1                                   |

#### 2009-2022
Dalla stagione 2008-2009 vanno a punti i primi 40 classificati di ogni gara con punteggi così suddivisi: 60 per il primo, 54 per il secondo, 48 per il terzo, 43 per il quarto, 40 per il quinto e così via, decrescendo di 2 punti per ogni posto, sino al 9º classificato (32 punti) e quindi di un punto a posto sino al 40º classificato, che riceverà 1 punto.
Questo sistema di attribuzione dei punti è diverso da quello applicato dalla Federazione Internazionale Sci nelle gare di sci alpino e nelle discipline di sci nordico (combinata nordica, salto con gli sci e sci di fondo). Consente di premiare la costanza di rendimento durante l'intera stagione: infatti, se un biatleta termina 10 gare al decimo posto otterrà più punti (310) di un biatleta che vince 5 gare e non ottiene nessun punto nelle altre (300). Paragonando questi risultati, uno sciatore che vince 5 gare otterrà quasi il doppio dei punti (500) di chi si è classificato sempre al decimo posto (260).
Sistema di attribuzione del punteggio:
| Punteggi assegnati dal 2009 al 2022 | Punteggi assegnati dal 2009 al 2022 | Punteggi assegnati dal 2009 al 2022 | Punteggi assegnati dal 2009 al 2022 | Punteggi assegnati dal 2009 al 2022 | Punteggi assegnati dal 2009 al 2022 | Punteggi assegnati dal 2009 al 2022 | Punteggi assegnati dal 2009 al 2022 | Punteggi assegnati dal 2009 al 2022 | Punteggi assegnati dal 2009 al 2022 | Punteggi assegnati dal 2009 al 2022 | Punteggi assegnati dal 2009 al 2022 | Punteggi assegnati dal 2009 al 2022 | Punteggi assegnati dal 2009 al 2022 | Punteggi assegnati dal 2009 al 2022 | Punteggi assegnati dal 2009 al 2022 | Punteggi assegnati dal 2009 al 2022 | Punteggi assegnati dal 2009 al 2022 | Punteggi assegnati dal 2009 al 2022 | Punteggi assegnati dal 2009 al 2022 | Punteggi assegnati dal 2009 al 2022 | Punteggi assegnati dal 2009 al 2022 | Punteggi assegnati dal 2009 al 2022 | Punteggi assegnati dal 2009 al 2022 | Punteggi assegnati dal 2009 al 2022 | Punteggi assegnati dal 2009 al 2022 | Punteggi assegnati dal 2009 al 2022 | Punteggi assegnati dal 2009 al 2022 | Punteggi assegnati dal 2009 al 2022 | Punteggi assegnati dal 2009 al 2022 | Punteggi assegnati dal 2009 al 2022 | Punteggi assegnati dal 2009 al 2022 | Punteggi assegnati dal 2009 al 2022 | Punteggi assegnati dal 2009 al 2022 | Punteggi assegnati dal 2009 al 2022 | Punteggi assegnati dal 2009 al 2022 | Punteggi assegnati dal 2009 al 2022 | Punteggi assegnati dal 2009 al 2022 | Punteggi assegnati dal 2009 al 2022 | Punteggi assegnati dal 2009 al 2022 | Punteggi assegnati dal 2009 al 2022 |
| ----------------------------------- | ----------------------------------- | ----------------------------------- | ----------------------------------- | ----------------------------------- | ----------------------------------- | ----------------------------------- | ----------------------------------- | ----------------------------------- | ----------------------------------- | ----------------------------------- | ----------------------------------- | ----------------------------------- | ----------------------------------- | ----------------------------------- | ----------------------------------- | ----------------------------------- | ----------------------------------- | ----------------------------------- | ----------------------------------- | ----------------------------------- | ----------------------------------- | ----------------------------------- | ----------------------------------- | ----------------------------------- | ----------------------------------- | ----------------------------------- | ----------------------------------- | ----------------------------------- | ----------------------------------- | ----------------------------------- | ----------------------------------- | ----------------------------------- | ----------------------------------- | ----------------------------------- | ----------------------------------- | ----------------------------------- | ----------------------------------- | ----------------------------------- | ----------------------------------- | ----------------------------------- |
| Risultato                           | 1                                   | 2                                   | 3                                   | 4                                   | 5                                   | 6                                   | 7                                   | 8                                   | 9                                   | 10                                  | 11                                  | 12                                  | 13                                  | 14                                  | 15                                  | 16                                  | 17                                  | 18                                  | 19                                  | 20                                  | 21                                  | 22                                  | 23                                  | 24                                  | 25                                  | 26                                  | 27                                  | 28                                  | 29                                  | 30                                  | 31                                  | 32                                  | 33                                  | 34                                  | 35                                  | 36                                  | 37                                  | 38                                  | 39                                  | 40                                  |
| Punti                               | 60                                  | 54                                  | 48                                  | 43                                  | 40                                  | 38                                  | 36                                  | 34                                  | 32                                  | 31                                  | 30                                  | 29                                  | 28                                  | 27                                  | 26                                  | 25                                  | 24                                  | 23                                  | 22                                  | 21                                  | 20                                  | 19                                  | 18                                  | 17                                  | 16                                  | 15                                  | 14                                  | 13                                  | 12                                  | 11                                  | 10                                  | 9                                   | 8                                   | 7                                   | 6                                   | 5                                   | 4                                   | 3                                   | 2                                   | 1                                   |

Dalla stagione 2014-2015 è stato introdotto un sistema di attribuzione dei punti differente per le partenze in linea:
| Partenza in linea: Punteggi assegnati dal 2015 al 2022 | Partenza in linea: Punteggi assegnati dal 2015 al 2022 | Partenza in linea: Punteggi assegnati dal 2015 al 2022 | Partenza in linea: Punteggi assegnati dal 2015 al 2022 | Partenza in linea: Punteggi assegnati dal 2015 al 2022 | Partenza in linea: Punteggi assegnati dal 2015 al 2022 | Partenza in linea: Punteggi assegnati dal 2015 al 2022 | Partenza in linea: Punteggi assegnati dal 2015 al 2022 | Partenza in linea: Punteggi assegnati dal 2015 al 2022 | Partenza in linea: Punteggi assegnati dal 2015 al 2022 | Partenza in linea: Punteggi assegnati dal 2015 al 2022 | Partenza in linea: Punteggi assegnati dal 2015 al 2022 | Partenza in linea: Punteggi assegnati dal 2015 al 2022 | Partenza in linea: Punteggi assegnati dal 2015 al 2022 | Partenza in linea: Punteggi assegnati dal 2015 al 2022 | Partenza in linea: Punteggi assegnati dal 2015 al 2022 | Partenza in linea: Punteggi assegnati dal 2015 al 2022 | Partenza in linea: Punteggi assegnati dal 2015 al 2022 | Partenza in linea: Punteggi assegnati dal 2015 al 2022 | Partenza in linea: Punteggi assegnati dal 2015 al 2022 | Partenza in linea: Punteggi assegnati dal 2015 al 2022 | Partenza in linea: Punteggi assegnati dal 2015 al 2022 | Partenza in linea: Punteggi assegnati dal 2015 al 2022 | Partenza in linea: Punteggi assegnati dal 2015 al 2022 | Partenza in linea: Punteggi assegnati dal 2015 al 2022 | Partenza in linea: Punteggi assegnati dal 2015 al 2022 | Partenza in linea: Punteggi assegnati dal 2015 al 2022 | Partenza in linea: Punteggi assegnati dal 2015 al 2022 | Partenza in linea: Punteggi assegnati dal 2015 al 2022 | Partenza in linea: Punteggi assegnati dal 2015 al 2022 | Partenza in linea: Punteggi assegnati dal 2015 al 2022 |
| ------------------------------------------------------ | ------------------------------------------------------ | ------------------------------------------------------ | ------------------------------------------------------ | ------------------------------------------------------ | ------------------------------------------------------ | ------------------------------------------------------ | ------------------------------------------------------ | ------------------------------------------------------ | ------------------------------------------------------ | ------------------------------------------------------ | ------------------------------------------------------ | ------------------------------------------------------ | ------------------------------------------------------ | ------------------------------------------------------ | ------------------------------------------------------ | ------------------------------------------------------ | ------------------------------------------------------ | ------------------------------------------------------ | ------------------------------------------------------ | ------------------------------------------------------ | ------------------------------------------------------ | ------------------------------------------------------ | ------------------------------------------------------ | ------------------------------------------------------ | ------------------------------------------------------ | ------------------------------------------------------ | ------------------------------------------------------ | ------------------------------------------------------ | ------------------------------------------------------ | ------------------------------------------------------ |
| Risultato                                              | 1                                                      | 2                                                      | 3                                                      | 4                                                      | 5                                                      | 6                                                      | 7                                                      | 8                                                      | 9                                                      | 10                                                     | 11                                                     | 12                                                     | 13                                                     | 14                                                     | 15                                                     | 16                                                     | 17                                                     | 18                                                     | 19                                                     | 20                                                     | 21                                                     | 22                                                     | 23                                                     | 24                                                     | 25                                                     | 26                                                     | 27                                                     | 28                                                     | 29                                                     | 30                                                     |
| Punti                                                  | 60                                                     | 54                                                     | 48                                                     | 43                                                     | 40                                                     | 38                                                     | 36                                                     | 34                                                     | 32                                                     | 31                                                     | 30                                                     | 29                                                     | 28                                                     | 27                                                     | 26                                                     | 25                                                     | 24                                                     | 23                                                     | 22                                                     | 21                                                     | 20                                                     | 18                                                     | 16                                                     | 14                                                     | 12                                                     | 10                                                     | 8                                                      | 6                                                      | 4                                                      | 2                                                      |

#### Dal 2023
Dalla stagione 2022-2023 il sistema di punteggio è stato modificato per le prime sei posizioni, portando a 90 i punti assegnati al primo classificato, 75 al secondo, 60 al terzo, 50 al quarto, 45 al quinto, 40 al sesto; i punteggi assegnati alle altre posizioni sono rimasti immutati; inoltre non vengono più conteggiati, ai fini della Coppa del Mondo, i piazzamenti ottenuti in occasione dei Campionati mondiali di biathlon.
Sistema di attribuzione del punteggio:
| Punteggi assegnati dal 2023 (sprint, individuale, inseguimento) | Punteggi assegnati dal 2023 (sprint, individuale, inseguimento) | Punteggi assegnati dal 2023 (sprint, individuale, inseguimento) | Punteggi assegnati dal 2023 (sprint, individuale, inseguimento) | Punteggi assegnati dal 2023 (sprint, individuale, inseguimento) | Punteggi assegnati dal 2023 (sprint, individuale, inseguimento) | Punteggi assegnati dal 2023 (sprint, individuale, inseguimento) | Punteggi assegnati dal 2023 (sprint, individuale, inseguimento) | Punteggi assegnati dal 2023 (sprint, individuale, inseguimento) | Punteggi assegnati dal 2023 (sprint, individuale, inseguimento) | Punteggi assegnati dal 2023 (sprint, individuale, inseguimento) | Punteggi assegnati dal 2023 (sprint, individuale, inseguimento) | Punteggi assegnati dal 2023 (sprint, individuale, inseguimento) | Punteggi assegnati dal 2023 (sprint, individuale, inseguimento) | Punteggi assegnati dal 2023 (sprint, individuale, inseguimento) | Punteggi assegnati dal 2023 (sprint, individuale, inseguimento) | Punteggi assegnati dal 2023 (sprint, individuale, inseguimento) | Punteggi assegnati dal 2023 (sprint, individuale, inseguimento) | Punteggi assegnati dal 2023 (sprint, individuale, inseguimento) | Punteggi assegnati dal 2023 (sprint, individuale, inseguimento) | Punteggi assegnati dal 2023 (sprint, individuale, inseguimento) | Punteggi assegnati dal 2023 (sprint, individuale, inseguimento) | Punteggi assegnati dal 2023 (sprint, individuale, inseguimento) | Punteggi assegnati dal 2023 (sprint, individuale, inseguimento) | Punteggi assegnati dal 2023 (sprint, individuale, inseguimento) | Punteggi assegnati dal 2023 (sprint, individuale, inseguimento) | Punteggi assegnati dal 2023 (sprint, individuale, inseguimento) | Punteggi assegnati dal 2023 (sprint, individuale, inseguimento) | Punteggi assegnati dal 2023 (sprint, individuale, inseguimento) | Punteggi assegnati dal 2023 (sprint, individuale, inseguimento) | Punteggi assegnati dal 2023 (sprint, individuale, inseguimento) | Punteggi assegnati dal 2023 (sprint, individuale, inseguimento) | Punteggi assegnati dal 2023 (sprint, individuale, inseguimento) | Punteggi assegnati dal 2023 (sprint, individuale, inseguimento) | Punteggi assegnati dal 2023 (sprint, individuale, inseguimento) | Punteggi assegnati dal 2023 (sprint, individuale, inseguimento) | Punteggi assegnati dal 2023 (sprint, individuale, inseguimento) | Punteggi assegnati dal 2023 (sprint, individuale, inseguimento) | Punteggi assegnati dal 2023 (sprint, individuale, inseguimento) | Punteggi assegnati dal 2023 (sprint, individuale, inseguimento) | Punteggi assegnati dal 2023 (sprint, individuale, inseguimento) |
| --------------------------------------------------------------- | --------------------------------------------------------------- | --------------------------------------------------------------- | --------------------------------------------------------------- | --------------------------------------------------------------- | --------------------------------------------------------------- | --------------------------------------------------------------- | --------------------------------------------------------------- | --------------------------------------------------------------- | --------------------------------------------------------------- | --------------------------------------------------------------- | --------------------------------------------------------------- | --------------------------------------------------------------- | --------------------------------------------------------------- | --------------------------------------------------------------- | --------------------------------------------------------------- | --------------------------------------------------------------- | --------------------------------------------------------------- | --------------------------------------------------------------- | --------------------------------------------------------------- | --------------------------------------------------------------- | --------------------------------------------------------------- | --------------------------------------------------------------- | --------------------------------------------------------------- | --------------------------------------------------------------- | --------------------------------------------------------------- | --------------------------------------------------------------- | --------------------------------------------------------------- | --------------------------------------------------------------- | --------------------------------------------------------------- | --------------------------------------------------------------- | --------------------------------------------------------------- | --------------------------------------------------------------- | --------------------------------------------------------------- | --------------------------------------------------------------- | --------------------------------------------------------------- | --------------------------------------------------------------- | --------------------------------------------------------------- | --------------------------------------------------------------- | --------------------------------------------------------------- | --------------------------------------------------------------- |
| Risultato                                                       | 1                                                               | 2                                                               | 3                                                               | 4                                                               | 5                                                               | 6                                                               | 7                                                               | 8                                                               | 9                                                               | 10                                                              | 11                                                              | 12                                                              | 13                                                              | 14                                                              | 15                                                              | 16                                                              | 17                                                              | 18                                                              | 19                                                              | 20                                                              | 21                                                              | 22                                                              | 23                                                              | 24                                                              | 25                                                              | 26                                                              | 27                                                              | 28                                                              | 29                                                              | 30                                                              | 31                                                              | 32                                                              | 33                                                              | 34                                                              | 35                                                              | 36                                                              | 37                                                              | 38                                                              | 39                                                              | 40                                                              |
| Punti                                                           | 90                                                              | 75                                                              | 60                                                              | 50                                                              | 45                                                              | 40                                                              | 36                                                              | 34                                                              | 32                                                              | 31                                                              | 30                                                              | 29                                                              | 28                                                              | 27                                                              | 26                                                              | 25                                                              | 24                                                              | 23                                                              | 22                                                              | 21                                                              | 20                                                              | 19                                                              | 18                                                              | 17                                                              | 16                                                              | 15                                                              | 14                                                              | 13                                                              | 12                                                              | 11                                                              | 10                                                              | 9                                                               | 8                                                               | 7                                                               | 6                                                               | 5                                                               | 4                                                               | 3                                                               | 2                                                               | 1                                                               |

| Punteggi assegnati dal 2023 (partenza in linea) | Punteggi assegnati dal 2023 (partenza in linea) | Punteggi assegnati dal 2023 (partenza in linea) | Punteggi assegnati dal 2023 (partenza in linea) | Punteggi assegnati dal 2023 (partenza in linea) | Punteggi assegnati dal 2023 (partenza in linea) | Punteggi assegnati dal 2023 (partenza in linea) | Punteggi assegnati dal 2023 (partenza in linea) | Punteggi assegnati dal 2023 (partenza in linea) | Punteggi assegnati dal 2023 (partenza in linea) | Punteggi assegnati dal 2023 (partenza in linea) | Punteggi assegnati dal 2023 (partenza in linea) | Punteggi assegnati dal 2023 (partenza in linea) | Punteggi assegnati dal 2023 (partenza in linea) | Punteggi assegnati dal 2023 (partenza in linea) | Punteggi assegnati dal 2023 (partenza in linea) | Punteggi assegnati dal 2023 (partenza in linea) | Punteggi assegnati dal 2023 (partenza in linea) | Punteggi assegnati dal 2023 (partenza in linea) | Punteggi assegnati dal 2023 (partenza in linea) | Punteggi assegnati dal 2023 (partenza in linea) | Punteggi assegnati dal 2023 (partenza in linea) | Punteggi assegnati dal 2023 (partenza in linea) | Punteggi assegnati dal 2023 (partenza in linea) | Punteggi assegnati dal 2023 (partenza in linea) | Punteggi assegnati dal 2023 (partenza in linea) | Punteggi assegnati dal 2023 (partenza in linea) | Punteggi assegnati dal 2023 (partenza in linea) | Punteggi assegnati dal 2023 (partenza in linea) | Punteggi assegnati dal 2023 (partenza in linea) | Punteggi assegnati dal 2023 (partenza in linea) |
| ----------------------------------------------- | ----------------------------------------------- | ----------------------------------------------- | ----------------------------------------------- | ----------------------------------------------- | ----------------------------------------------- | ----------------------------------------------- | ----------------------------------------------- | ----------------------------------------------- | ----------------------------------------------- | ----------------------------------------------- | ----------------------------------------------- | ----------------------------------------------- | ----------------------------------------------- | ----------------------------------------------- | ----------------------------------------------- | ----------------------------------------------- | ----------------------------------------------- | ----------------------------------------------- | ----------------------------------------------- | ----------------------------------------------- | ----------------------------------------------- | ----------------------------------------------- | ----------------------------------------------- | ----------------------------------------------- | ----------------------------------------------- | ----------------------------------------------- | ----------------------------------------------- | ----------------------------------------------- | ----------------------------------------------- | ----------------------------------------------- |
| Risultato                                       | 1                                               | 2                                               | 3                                               | 4                                               | 5                                               | 6                                               | 7                                               | 8                                               | 9                                               | 10                                              | 11                                              | 12                                              | 13                                              | 14                                              | 15                                              | 16                                              | 17                                              | 18                                              | 19                                              | 20                                              | 21                                              | 22                                              | 23                                              | 24                                              | 25                                              | 26                                              | 27                                              | 28                                              | 29                                              | 30                                              |
| Punti                                           | 90                                              | 75                                              | 60                                              | 50                                              | 45                                              | 40                                              | 36                                              | 34                                              | 32                                              | 31                                              | 30                                              | 29                                              | 28                                              | 27                                              | 26                                              | 25                                              | 24                                              | 23                                              | 22                                              | 21                                              | 20                                              | 18                                              | 16                                              | 14                                              | 12                                              | 10                                              | 8                                               | 6                                               | 4                                               | 2                                               |

### Dal 2024
Dalla stagione 2024-2025 il sistema di punteggio è stato modificato per le posizioni dalla 3ª alla 9ª, portando a 65 i punti assegnati al terzo classificato, 55 al quarto, 50 al quinto, 45 al sesto, 41 al settimo, 37 all'ottavo e 34 al nono posto; i punteggi assegnati alle altre posizioni sono rimasti immutati.
Sistema di attribuzione del punteggio:
| Punteggi assegnati dal 2024 (sprint, individuale, inseguimento) | Punteggi assegnati dal 2024 (sprint, individuale, inseguimento) | Punteggi assegnati dal 2024 (sprint, individuale, inseguimento) | Punteggi assegnati dal 2024 (sprint, individuale, inseguimento) | Punteggi assegnati dal 2024 (sprint, individuale, inseguimento) | Punteggi assegnati dal 2024 (sprint, individuale, inseguimento) | Punteggi assegnati dal 2024 (sprint, individuale, inseguimento) | Punteggi assegnati dal 2024 (sprint, individuale, inseguimento) | Punteggi assegnati dal 2024 (sprint, individuale, inseguimento) | Punteggi assegnati dal 2024 (sprint, individuale, inseguimento) | Punteggi assegnati dal 2024 (sprint, individuale, inseguimento) | Punteggi assegnati dal 2024 (sprint, individuale, inseguimento) | Punteggi assegnati dal 2024 (sprint, individuale, inseguimento) | Punteggi assegnati dal 2024 (sprint, individuale, inseguimento) | Punteggi assegnati dal 2024 (sprint, individuale, inseguimento) | Punteggi assegnati dal 2024 (sprint, individuale, inseguimento) | Punteggi assegnati dal 2024 (sprint, individuale, inseguimento) | Punteggi assegnati dal 2024 (sprint, individuale, inseguimento) | Punteggi assegnati dal 2024 (sprint, individuale, inseguimento) | Punteggi assegnati dal 2024 (sprint, individuale, inseguimento) | Punteggi assegnati dal 2024 (sprint, individuale, inseguimento) | Punteggi assegnati dal 2024 (sprint, individuale, inseguimento) | Punteggi assegnati dal 2024 (sprint, individuale, inseguimento) | Punteggi assegnati dal 2024 (sprint, individuale, inseguimento) | Punteggi assegnati dal 2024 (sprint, individuale, inseguimento) | Punteggi assegnati dal 2024 (sprint, individuale, inseguimento) | Punteggi assegnati dal 2024 (sprint, individuale, inseguimento) | Punteggi assegnati dal 2024 (sprint, individuale, inseguimento) | Punteggi assegnati dal 2024 (sprint, individuale, inseguimento) | Punteggi assegnati dal 2024 (sprint, individuale, inseguimento) | Punteggi assegnati dal 2024 (sprint, individuale, inseguimento) | Punteggi assegnati dal 2024 (sprint, individuale, inseguimento) | Punteggi assegnati dal 2024 (sprint, individuale, inseguimento) | Punteggi assegnati dal 2024 (sprint, individuale, inseguimento) | Punteggi assegnati dal 2024 (sprint, individuale, inseguimento) | Punteggi assegnati dal 2024 (sprint, individuale, inseguimento) | Punteggi assegnati dal 2024 (sprint, individuale, inseguimento) | Punteggi assegnati dal 2024 (sprint, individuale, inseguimento) | Punteggi assegnati dal 2024 (sprint, individuale, inseguimento) | Punteggi assegnati dal 2024 (sprint, individuale, inseguimento) | Punteggi assegnati dal 2024 (sprint, individuale, inseguimento) |
| --------------------------------------------------------------- | --------------------------------------------------------------- | --------------------------------------------------------------- | --------------------------------------------------------------- | --------------------------------------------------------------- | --------------------------------------------------------------- | --------------------------------------------------------------- | --------------------------------------------------------------- | --------------------------------------------------------------- | --------------------------------------------------------------- | --------------------------------------------------------------- | --------------------------------------------------------------- | --------------------------------------------------------------- | --------------------------------------------------------------- | --------------------------------------------------------------- | --------------------------------------------------------------- | --------------------------------------------------------------- | --------------------------------------------------------------- | --------------------------------------------------------------- | --------------------------------------------------------------- | --------------------------------------------------------------- | --------------------------------------------------------------- | --------------------------------------------------------------- | --------------------------------------------------------------- | --------------------------------------------------------------- | --------------------------------------------------------------- | --------------------------------------------------------------- | --------------------------------------------------------------- | --------------------------------------------------------------- | --------------------------------------------------------------- | --------------------------------------------------------------- | --------------------------------------------------------------- | --------------------------------------------------------------- | --------------------------------------------------------------- | --------------------------------------------------------------- | --------------------------------------------------------------- | --------------------------------------------------------------- | --------------------------------------------------------------- | --------------------------------------------------------------- | --------------------------------------------------------------- | --------------------------------------------------------------- |
| Risultato                                                       | 1                                                               | 2                                                               | 3                                                               | 4                                                               | 5                                                               | 6                                                               | 7                                                               | 8                                                               | 9                                                               | 10                                                              | 11                                                              | 12                                                              | 13                                                              | 14                                                              | 15                                                              | 16                                                              | 17                                                              | 18                                                              | 19                                                              | 20                                                              | 21                                                              | 22                                                              | 23                                                              | 24                                                              | 25                                                              | 26                                                              | 27                                                              | 28                                                              | 29                                                              | 30                                                              | 31                                                              | 32                                                              | 33                                                              | 34                                                              | 35                                                              | 36                                                              | 37                                                              | 38                                                              | 39                                                              | 40                                                              |
| Punti                                                           | 90                                                              | 75                                                              | 65                                                              | 55                                                              | 50                                                              | 45                                                              | 41                                                              | 37                                                              | 34                                                              | 31                                                              | 30                                                              | 29                                                              | 28                                                              | 27                                                              | 26                                                              | 25                                                              | 24                                                              | 23                                                              | 22                                                              | 21                                                              | 20                                                              | 19                                                              | 18                                                              | 17                                                              | 16                                                              | 15                                                              | 14                                                              | 13                                                              | 12                                                              | 11                                                              | 10                                                              | 9                                                               | 8                                                               | 7                                                               | 6                                                               | 5                                                               | 4                                                               | 3                                                               | 2                                                               | 1                                                               |

| Punteggi assegnati dal 2024 (partenza in linea) | Punteggi assegnati dal 2024 (partenza in linea) | Punteggi assegnati dal 2024 (partenza in linea) | Punteggi assegnati dal 2024 (partenza in linea) | Punteggi assegnati dal 2024 (partenza in linea) | Punteggi assegnati dal 2024 (partenza in linea) | Punteggi assegnati dal 2024 (partenza in linea) | Punteggi assegnati dal 2024 (partenza in linea) | Punteggi assegnati dal 2024 (partenza in linea) | Punteggi assegnati dal 2024 (partenza in linea) | Punteggi assegnati dal 2024 (partenza in linea) | Punteggi assegnati dal 2024 (partenza in linea) | Punteggi assegnati dal 2024 (partenza in linea) | Punteggi assegnati dal 2024 (partenza in linea) | Punteggi assegnati dal 2024 (partenza in linea) | Punteggi assegnati dal 2024 (partenza in linea) | Punteggi assegnati dal 2024 (partenza in linea) | Punteggi assegnati dal 2024 (partenza in linea) | Punteggi assegnati dal 2024 (partenza in linea) | Punteggi assegnati dal 2024 (partenza in linea) | Punteggi assegnati dal 2024 (partenza in linea) | Punteggi assegnati dal 2024 (partenza in linea) | Punteggi assegnati dal 2024 (partenza in linea) | Punteggi assegnati dal 2024 (partenza in linea) | Punteggi assegnati dal 2024 (partenza in linea) | Punteggi assegnati dal 2024 (partenza in linea) | Punteggi assegnati dal 2024 (partenza in linea) | Punteggi assegnati dal 2024 (partenza in linea) | Punteggi assegnati dal 2024 (partenza in linea) | Punteggi assegnati dal 2024 (partenza in linea) | Punteggi assegnati dal 2024 (partenza in linea) |
| ----------------------------------------------- | ----------------------------------------------- | ----------------------------------------------- | ----------------------------------------------- | ----------------------------------------------- | ----------------------------------------------- | ----------------------------------------------- | ----------------------------------------------- | ----------------------------------------------- | ----------------------------------------------- | ----------------------------------------------- | ----------------------------------------------- | ----------------------------------------------- | ----------------------------------------------- | ----------------------------------------------- | ----------------------------------------------- | ----------------------------------------------- | ----------------------------------------------- | ----------------------------------------------- | ----------------------------------------------- | ----------------------------------------------- | ----------------------------------------------- | ----------------------------------------------- | ----------------------------------------------- | ----------------------------------------------- | ----------------------------------------------- | ----------------------------------------------- | ----------------------------------------------- | ----------------------------------------------- | ----------------------------------------------- | ----------------------------------------------- |
| Risultato                                       | 1                                               | 2                                               | 3                                               | 4                                               | 5                                               | 6                                               | 7                                               | 8                                               | 9                                               | 10                                              | 11                                              | 12                                              | 13                                              | 14                                              | 15                                              | 16                                              | 17                                              | 18                                              | 19                                              | 20                                              | 21                                              | 22                                              | 23                                              | 24                                              | 25                                              | 26                                              | 27                                              | 28                                              | 29                                              | 30                                              |
| Punti                                           | 90                                              | 75                                              | 65                                              | 55                                              | 50                                              | 45                                              | 41                                              | 37                                              | 34                                              | 31                                              | 30                                              | 29                                              | 28                                              | 27                                              | 26                                              | 25                                              | 24                                              | 23                                              | 22                                              | 21                                              | 20                                              | 18                                              | 16                                              | 14                                              | 12                                              | 10                                              | 8                                               | 6                                               | 4                                               | 2                                               |

### Centri di gara
I centri di biathlon che ospitano o hanno ospitato gare di Coppa del Mondo sono:
 Austria:
- Bad Gastein
- Feistritz an der Drau
- Hochfilzen
- Obertauern
- Walchsee

 Bielorussia:
- Minsk[9]

 Bosnia ed Erzegovina
- Sarajevo[10]

 Bulgaria:
- Borovec

 Canada:
- Calgary
- Canmore
- Hinton
- Valcartier
- Vancouver Whistler

 Corea del Sud:
- Pyeongchang

 Finlandia:
- Hämeenlinna
- Jyväskylä
- Kontiolahti
- Lahti
- Sodankylä

 Francia:
- Albertville Les Saisies
- Annecy Le Grand-Bornand

 Germania:
- Oberhof
- Ruhpolding

 Giappone:
- Nagano

 Italia:
- Anterselva
- Torino Cesana San Sicario
- Val Ridanna

 Norvegia:
- Bardufoss
- Beitostølen
- Fagernes
- Lillehammer
- Oslo Holmenkollen
- Steinkjer
- Trondheim

 Rep. Ceca:
- Jáchymov[11]
- Nové Město na Moravě

 Russia:
- Chanty-Mansijsk
- Murmansk[9]
- Novosibirsk
- Soči Krasnaja Poljana
- Tjumen'

 Slovacchia:
- Osrblie

 Slovenia:
- Pokljuka

 Stati Uniti:
- Fort Kent
- Lake Placid
- Presque Isle
- Salt Lake City Soldier Hollow

 Svezia:
- Boden
- Hedenäset
- Falun
- Östersund

 Svizzera:
- Egg am Etzel

## Classifica generale

### Uomini
| Stagione | Vincitore                | Secondo                  | Terzo                      |
| -------- | ------------------------ | ------------------------ | -------------------------- |
| 1977/78  | Frank Ullrich            | Klaus Siebert            | Eberhard Rösch             |
| 1978/79  | Klaus Siebert            | Frank Ullrich            | Vladimir Barnashov         |
| 1979/80  | Frank Ullrich            | Klaus Siebert (2)        | Eberhard Rösch (2)         |
| 1980/81  | Frank Ullrich            | Anatoly Alyabyev         | Kjell Søbak                |
| 1981/82  | Frank Ullrich (4)        | Matthias Jacob           | Kjell Søbak (2)            |
| 1982/83  | Peter Angerer            | Eirik Kvalfoss           | Frank Ullrich              |
| 1983/84  | Frank-Peter Roetsch      | Peter Angerer            | Eirik Kvalfoss             |
| 1984/85  | Frank-Peter Roetsch      | Juri Kashkarov           | Peter Angerer              |
| 1985/86  | André Sehmisch           | Peter Angerer (2)        | Matthias Jacob             |
| 1986/87  | Frank-Peter Roetsch (3)  | Fritz Fischer            | Jan Matouš                 |
| 1987/88  | Fritz Fischer            | Eirik Kvalfoss           | Johann Passler             |
| 1988/89  | Eirik Kvalfoss           | Aljaksandr Papoŭ         | Sergei Tchepikov           |
| 1989/90  | Sergei Tchepikov         | Eirik Kvalfoss (3)       | Valeriy Medvedtsev         |
| 1990/91  | Sergei Tchepikov (2)     | Mark Kirchner            | Andreas Zingerle           |
| 1991/92  | Jon Åge Tyldum           | Mikael Löfgren           | Sylfest Glimsdal           |
| 1992/93  | Mikael Löfgren           | Mark Kirchner (2)        | Pieralberto Carrara        |
| 1993/94  | Patrice Bailly-Salins    | Sven Fischer             | Frank Luck                 |
| 1994/95  | Jon Åge Tyldum (2)       | Patrick Favre            | Wilfried Pallhuber         |
| 1995/96  | Vladimir Dračëv          | Viktor Maigourov         | Sven Fischer               |
| 1996/97  | Sven Fischer             | Ole Einar Bjørndalen     | Viktor Maigourov           |
| 1997/98  | Ole Einar Bjørndalen     | Ricco Groß               | Sven Fischer               |
| 1998/99  | Sven Fischer (2)         | Ole Einar Bjørndalen     | Frank Luck                 |
| 1999/00  | Raphaël Poirée           | Ole Einar Bjørndalen     | Sven Fischer               |
| 2000/01  | Raphaël Poirée           | Ole Einar Bjørndalen     | Frode Andresen             |
| 2001/02  | Raphaël Poirée           | Pavel Rostovtsev         | Ole Einar Bjørndalen       |
| 2002/03  | Ole Einar Bjørndalen     | Vladimir Dračëv          | Ricco Groß                 |
| 2003/04  | Raphaël Poirée (4)       | Ole Einar Bjørndalen     | Ricco Groß                 |
| 2004/05  | Ole Einar Bjørndalen     | Sven Fischer (2)         | Raphaël Poirée             |
| 2005/06  | Ole Einar Bjørndalen     | Raphaël Poirée           | Sven Fischer (4)           |
| 2006/07  | Michael Greis            | Ole Einar Bjørndalen (6) | Raphaël Poirée (2)         |
| 2007/08  | Ole Einar Bjørndalen     | Dmitri Yaroshenko        | Emil Hegle Svendsen        |
| 2008/09  | Ole Einar Bjørndalen (6) | Tomasz Sikora            | Emil Hegle Svendsen (2)    |
| 2009/10  | Emil Hegle Svendsen      | Christoph Sumann         | Ivan Čerezov               |
| 2010/11  | Tarjei Bø                | Emil Hegle Svendsen      | Martin Fourcade            |
| 2011/12  | Martin Fourcade          | Emil Hegle Svendsen      | Andreas Birnbacher         |
| 2012/13  | Martin Fourcade          | Emil Hegle Svendsen      | Dominik Landertinger       |
| 2013/14  | Martin Fourcade          | Emil Hegle Svendsen (4)  | Johannes Thingnes Bø       |
| 2014/15  | Martin Fourcade          | Anton Šipulin            | Jakov Fak                  |
| 2015/16  | Martin Fourcade          | Johannes Thingnes Bø     | Anton Šipulin              |
| 2016/17  | Martin Fourcade          | Anton Šipulin (2)        | Johannes Thingnes Bø(2)    |
| 2017/18  | Martin Fourcade (7)      | Johannes Thingnes Bø (2) | Anton Šipulin (2)          |
| 2018/19  | Johannes Thingnes Bø     | Alexandr Loginov         | Quentin Fillon Maillet     |
| 2019/20  | Johannes Thingnes Bø     | Martin Fourcade          | Quentin Fillon Maillet     |
| 2020/21  | Johannes Thingnes Bø     | Sturla Holm Lægreid      | Quentin Fillon Maillet (3) |
| 2021/22  | Quentin Fillon Maillet   | Sturla Holm Lægreid      | Sebastian Samuelsson       |
| 2022/23  | Johannes Thingnes Bø     | Sturla Holm Lægreid (3)  | Vetle Sjåstad Christiansen |
| 2023/24  | Johannes Thingnes Bø (5) | Tarjei Bø                | Johannes Dale-Skjevdal     |
| 2024/25  | Sturla Holm Lægreid      | Johannes Thingnes Bø (3) | Éric Perrot                |

### Donne
| Stagione | Vincitrice                       | Seconda               | Terza                      |
| -------- | -------------------------------- | --------------------- | -------------------------- |
| 1982/83  | Gry Østvik                       | Siv Bråten            | Aino Kallunki              |
| 1983/84  | Mette Mestad                     | Sanna Grønlid         | Gry Østvik                 |
| 1984/85  | Sanna Grønlid                    | Eva Korpela           | Kaija Parve                |
| 1985/86  | Eva Korpela                      | Sanna Grønlid (2)     | Lise Meloche               |
| 1986/87  | Eva Korpela (2)                  | Anne Elvebakk         | Sanna Grønlid              |
| 1987/88  | Anne Elvebakk                    | Elin Kristiansen      | Nadezhda Aleksieva         |
| 1988/89  | Elena Golovina                   | Natalia Prikazchikova | Svetlana Davidova          |
| 1989/90  | Jiřina Adamičková                | Anne Elvebakk (2)     | Elena Golovina             |
| 1990/91  | Svetlana Davidova                | Myriam Bédard         | Anne Elvebakk              |
| 1991/92  | Anfisa Reztsova                  | Anne Briand           | Petra Schaaf               |
| 1992/93  | Anfisa Reztsova (2)              | Myriam Bédard (2)     | Anne Briand                |
| 1993/94  | Svetlana Paramygina              | Nathalie Santer       | Anne Briand (2)            |
| 1994/95  | Anne Briand                      | Svetlana Paramygina   | Uschi Disl                 |
| 1995/96  | Emmanuelle Claret                | Uschi Disl            | Petra Behle (2)            |
| 1996/97  | Magdalena Forsberg               | Uschi Disl            | Simone Greiner             |
| 1997/98  | Magdalena Forsberg               | Uschi Disl (3)        | Martina Zellner            |
| 1998/99  | Magdalena Forsberg               | Olena Zubrilova       | Uschi Disl                 |
| 1999/00  | Magdalena Forsberg               | Olena Zubrilova (2)   | Corinne Niogret            |
| 2000/01  | Magdalena Forsberg               | Liv Grete Poirée      | Olena Zubrilova            |
| 2001/02  | Magdalena Forsberg (6)           | Liv Grete Poirée (2)  | Uschi Disl (3)             |
| 2002/03  | Martina Glagow                   | Albina Akhatova       | Sylvie Becaert             |
| 2003/04  | Liv Grete Poirée                 | Olga Pyleva           | Sandrine Bailly            |
| 2004/05  | Sandrine Bailly                  | Kati Wilhelm          | Olga Pyleva                |
| 2005/06  | Kati Wilhelm                     | Anna Carin Olofsson   | Martina Glagow             |
| 2006/07  | Andrea Henkel                    | Kati Wilhelm          | Anna Carin Olofsson        |
| 2007/08  | Magdalena Neuner                 | Sandrine Bailly       | Andrea Henkel              |
| 2008/09  | Helena Jonsson                   | Kati Wilhelm (3)      | Tora Berger                |
| 2009/10  | Magdalena Neuner                 | Simone Hauswald       | Helena Jonsson             |
| 2010/11  | Kaisa Mäkäräinen                 | Andrea Henkel         | Helena Ekholm (2)          |
| 2011/12  | Magdalena Neuner (3)             | Dar"ja Domračava      | Tora Berger (2)            |
| 2012/13  | Tora Berger                      | Dar"ja Domračava (2)  | Andrea Henkel (2)          |
| 2013/14  | Kaisa Mäkäräinen Tora Berger (2) | —                     | Dar"ja Domračava           |
| 2014/15  | Dar"ja Domračava                 | Kaisa Mäkäräinen      | Valentyna Semerenko        |
| 2015/16  | Gabriela Soukalová               | Marie Dorin Habert    | Dorothea Wierer            |
| 2016/17  | Laura Dahlmeier                  | Gabriela Soukalová    | Kaisa Mäkäräinen           |
| 2017/18  | Kaisa Mäkäräinen (3)             | Anastasiya Kuzmina    | Dar"ja Domračava (2)       |
| 2018/19  | Dorothea Wierer                  | Lisa Vittozzi         | Anastasiya Kuzmina         |
| 2019/20  | Dorothea Wierer (2)              | Tiril Eckhoff         | Denise Herrmann            |
| 2020/21  | Tiril Eckhoff                    | Marte Olsbu Røiseland | Franziska Preuß            |
| 2021/22  | Marte Olsbu Røiseland            | Elvira Öberg          | Lisa Theresa Hauser        |
| 2022/23  | Julia Simon                      | Dorothea Wierer       | Lisa Vittozzi              |
| 2023/24  | Lisa Vittozzi                    | Lou Jeanmonnot        | Ingrid Landmark Tandrevold |
| 2024/25  | Franziska Preuß                  | Lou Jeanmonnot (2)    | Julia Simon                |

## Classifica Under 23/25

### Uomini
| Stagione | Vincitore               | Secondo              | Terzo                 |
| U25      | U25                     | U25                  | U25                   |
| -------- | ----------------------- | -------------------- | --------------------- |
| 2020/21  | Sturla Holm Lægreid     | Johannes Dale        | Sebastian Samuelsson  |
| 2021/22  | Sturla Holm Lægreid (2) | Sebastian Samuelsson | Sivert Guttorm Bakken |
| 2022/23  | Niklas Hartweg          | Tommaso Giacomel     | Sebastian Stalder     |
| 2023/24  | Tommaso Giacomel        | Éric Perrot          | Didier Bionaz         |
| U23      |                         |                      |                       |
| 2024/25  | Campbell Wright         | Vitalii Mandzyn      | Isak Frey             |

### Donne
| Stagione | Vincitrice         | Seconda                    | Terza              |
| U25      | U25                | U25                        | U25                |
| -------- | ------------------ | -------------------------- | ------------------ |
| 2020/21  | Dzinara Alimbekava | Ingrid Landmark Tandrevold | Markéta Davidová   |
| 2021/22  | Elvira Öberg       | Markéta Davidová           | Vanessa Voigt      |
| 2022/23  | Elvira Öberg       | Lou Jeanmonnot             | Sophie Chauveau    |
| 2023/24  | Elvira Öberg (3)   | Juni Arnekleiv             | Tereza Voborníková |
| U23      |                    |                            |                    |
| 2024/25  | Océane Michelon    | Jeanne Richard             | Selina Grotian     |

## Classifiche di specialità

### Uomini
| Stagione | Individuale                          | Sprint                   | Inseguimento             | Partenza in linea                       |
| -------- | ------------------------------------ | ------------------------ | ------------------------ | --------------------------------------- |
| 1988/89  | Aljaksandr Papoŭ                     | Eirik Kvalfoss           | non assegnata            | non assegnata                           |
| 1989/90  | Sergei Tchepikov                     | Juri Kashkarov           | non assegnata            | non assegnata                           |
| 1990/91  | Mark Kirchner                        | Sergei Tchepikov         | non assegnata            | non assegnata                           |
| 1991/92  | Jon Åge Tyldum                       | Sylfest Glimsdal         | non assegnata            | non assegnata                           |
| 1992/93  | Mikael Löfgren                       | Sven Fischer             | non assegnata            | non assegnata                           |
| 1993/94  | Patrice Bailly-Salins                | Sven Fischer             | non assegnata            | non assegnata                           |
| 1994/95  | Patrick Favre                        | Ole Einar Bjørndalen     | non assegnata            | non assegnata                           |
| 1995/96  | Vladimir Dračëv                      | Vladimir Dračëv          | non assegnata            | non assegnata                           |
| 1996/97  | Ricco Groß                           | Ole Einar Bjørndalen     | Viktor Maigourov         | non assegnata                           |
| 1997/98  | Halvard Hanevold                     | Ole Einar Bjørndalen     | Sven Fischer             | non assegnata                           |
| 1998/99  | Pavel Rostovtsev                     | Sven Fischer             | Raphaël Poirée           | Sven Fischer                            |
| 1999/00  | Frank Luck                           | Ole Einar Bjørndalen     | Ole Einar Bjørndalen     | Raphaël Poirée                          |
| 2000/01  | Sergei Rozhkov                       | Ole Einar Bjørndalen     | Raphaël Poirée           | Sven Fischer (2)                        |
| 2001/02  | Frank Luck (2)                       | Sven Fischer (4)         | Raphaël Poirée           | Viktor Maigourov                        |
| 2002/03  | Halvard Hanevold (2)                 | Ole Einar Bjørndalen     | Ole Einar Bjørndalen     | Ole Einar Bjørndalen                    |
| 2003/04  | Raphaël Poirée                       | Raphaël Poirée           | Raphaël Poirée (4)       | Raphaël Poirée                          |
| 2004/05  | Michael Greis Ole Einar Bjørndalen   | Ole Einar Bjørndalen     | Sven Fischer (2)         | Raphaël Poirée (3) Ole Einar Bjørndalen |
| 2005/06  | Michael Greis                        | Tomasz Sikora            | Ole Einar Bjørndalen     | Ole Einar Bjørndalen                    |
| 2006/07  | Raphaël Poirée (2)                   | Michael Greis            | Dmitry Yaroshenko        | Ole Einar Bjørndalen                    |
| 2007/08  | Vincent Defrasne                     | Ole Einar Bjørndalen     | Ole Einar Bjørndalen     | Ole Einar Bjørndalen (5)                |
| 2008/09  | Michael Greis (3)                    | Ole Einar Bjørndalen (9) | Ole Einar Bjørndalen (5) | Dominik Landertinger                    |
| 2009/10  | Christoph Sumann                     | Emil Hegle Svendsen      | Martin Fourcade          | Evgenij Ustjugov                        |
| 2010/11  | Emil Hegle Svendsen                  | Tarjei Bø                | Tarjei Bø                | Emil Hegle Svendsen                     |
| 2011/12  | Simon Fourcade                       | Martin Fourcade          | Martin Fourcade          | Andreas Birnbacher                      |
| 2012/13  | Martin Fourcade                      | Martin Fourcade          | Martin Fourcade          | Martin Fourcade                         |
| 2013/14  | Emil Hegle Svendsen                  | Martin Fourcade          | Martin Fourcade          | Martin Fourcade                         |
| 2014/15  | Serhiy Semenov                       | Martin Fourcade          | Martin Fourcade          | Anton Šipulin                           |
| 2015/16  | Martin Fourcade                      | Martin Fourcade          | Martin Fourcade          | Martin Fourcade                         |
| 2016/17  | Martin Fourcade                      | Martin Fourcade          | Martin Fourcade          | Martin Fourcade                         |
| 2017/18  | Martin Fourcade Johannes Thingnes Bø | Martin Fourcade          | Martin Fourcade (8)      | Martin Fourcade (5)                     |
| 2018/19  | Johannes Thingnes Bø (2)             | Johannes Thingnes Bø     | Johannes Thingnes Bø     | Johannes Thingnes Bø                    |
| 2019/20  | Martin Fourcade (5)                  | Martin Fourcade (8)      | Émilien Jacquelin        | Johannes Thingnes Bø                    |
| 2020/21  | Sturla Holm Lægreid                  | Johannes Thingnes Bø     | Sturla Holm Lægreid      | Tarjei Bø                               |
| 2021/22  | Tarjei Bø                            | Quentin Fillon Maillet   | Quentin Fillon Maillet   | Sivert Guttorm Bakken                   |
| 2022/23  | Vetle Sjåstad Christiansen           | Johannes Thingnes Bø (3) | Johannes Thingnes Bø     | Vetle Sjåstad Christiansen              |
| 2023/24  | Johannes Thingnes Bø (3)             | Tarjei Bø (2)            | Johannes Thingnes Bø (3) | Johannes Thingnes Bø (3)                |
| 2024/25  | Sturla Holm Lægreid (2)              | Johannes Thingnes Bø (4) | Sturla Holm Lægreid (2)  | Sturla Holm Lægreid                     |

### Donne
| Stagione | Individuale                             | Sprint                     | Inseguimento                              | Partenza in linea          |
| -------- | --------------------------------------- | -------------------------- | ----------------------------------------- | -------------------------- |
| 1988/89  | Elena Golovina                          | Elena Golovina             | non assegnata                             | non assegnata              |
| 1989/90  | Elena Golovina (2)                      | Jiřina Adamičková          | non assegnata                             | non assegnata              |
| 1990/91  | Svetlana Davidova                       | Uschi Disl                 | non assegnata                             | non assegnata              |
| 1991/92  | Anfisa Reztsova                         | Anfisa Reztsova            | non assegnata                             | non assegnata              |
| 1992/93  | Anfisa Reztsova (2)                     | Anfisa Reztsova (2)        | non assegnata                             | non assegnata              |
| 1993/94  | Nathalie Santer                         | Svetlana Paramygina        | non assegnata                             | non assegnata              |
| 1994/95  | Svetlana Paramygina                     | Anne Briand                | non assegnata                             | non assegnata              |
| 1995/96  | Andreja Grašič                          | Emmanuelle Claret          | non assegnata                             | non assegnata              |
| 1996/97  | Uschi Disl                              | Uschi Disl (2)             | Magdalena Forsberg                        | non assegnata              |
| 1997/98  | Magdalena Forsberg                      | Magdalena Forsberg         | Magdalena Forsberg                        | non assegnata              |
| 1998/99  | Uschi Disl (2)                          | Magdalena Forsberg         | Olena Zubrilova                           | Olena Zubrilova            |
| 1999/00  | Magdalena Forsberg                      | Magdalena Forsberg         | Magdalena Forsberg                        | Galina Koukleva            |
| 2000/01  | Magdalena Forsberg                      | Magdalena Forsberg         | Magdalena Forsberg                        | Magdalena Forsberg         |
| 2001/02  | Magdalena Forsberg (4)                  | Magdalena Forsberg (5)     | Magdalena Forsberg (5)                    | Magdalena Forsberg (2)     |
| 2002/03  | Linda Tjørhom                           | Sylvie Becaert             | Martina Glagow                            | Albina Akhatova            |
| 2003/04  | Olga Pyleva                             | Liv Grete Poirée           | Liv Grete Poirée                          | Liv Grete Poirée           |
| 2004/05  | Olga Pyleva (2)                         | Kati Wilhelm               | Sandrine Bailly                           | Olga Zaitseva              |
| 2005/06  | Svetlana Ishmouratova                   | Kati Wilhelm (2)           | Kati Wilhelm                              | Martina Glagow             |
| 2006/07  | Andrea Henkel                           | Anna Carin Olofsson        | Kati Wilhelm                              | Kati Wilhelm               |
| 2007/08  | Martina Glagow                          | Magdalena Neuner           | Sandrine Bailly (2)                       | Magdalena Neuner           |
| 2008/09  | Magdalena Neuner                        | Helena Jonsson             | Kati Wilhelm (3)                          | Helena Jonsson             |
| 2009/10  | Anna Carin Zidek                        | Simone Hauswald            | Magdalena Neuner                          | Magdalena Neuner (2)       |
| 2010/11  | Helena Ekholm                           | Magdalena Neuner           | Kaisa Mäkäräinen                          | Dar"ja Domračava           |
| 2011/12  | Helena Ekholm (2)                       | Magdalena Neuner (3)       | Dar"ja Domračava                          | Dar"ja Domračava           |
| 2012/13  | Tora Berger                             | Tora Berger                | Tora Berger                               | Tora Berger                |
| 2013/14  | Gabriela Soukalová                      | Kaisa Mäkäräinen           | Kaisa Mäkäräinen                          | Dar"ja Domračava (3)       |
| 2014/15  | Kaisa Mäkäräinen                        | Dar"ja Domračava           | Dar"ja Domračava (2) Kaisa Mäkäräinen (3) | Franziska Preuß            |
| 2015/16  | Dorothea Wierer                         | Gabriela Soukalová         | Gabriela Soukalová                        | Gabriela Soukalová         |
| 2016/17  | Laura Dahlmeier                         | Gabriela Soukalová (2)     | Laura Dahlmeier                           | Gabriela Soukalová (2)     |
| 2017/18  | Nadzeja Skardzina                       | Anastasiya Kuzmina         | Anastasiya Kuzmina                        | Kaisa Mäkäräinen           |
| 2018/19  | Lisa Vittozzi                           | Anastasiya Kuzmina (2)     | Dorothea Wierer                           | Hanna Öberg                |
| 2019/20  | Hanna Öberg                             | Denise Herrmann            | Tiril Eckhoff                             | Dorothea Wierer            |
| 2020/21  | Lisa Theresa Hauser Dorothea Wierer (2) | Tiril Eckhoff              | Tiril Eckhoff (2)                         | Ingrid Landmark Tandrevold |
| 2021/22  | Markéta Davidová                        | Marte Olsbu Røiseland      | Marte Olsbu Røiseland                     | Justine Braisaz-Bouchet    |
| 2022/23  | Lisa Vittozzi                           | Denise Herrmann-Wick (2)   | Julia Simon                               | Julia Simon                |
| 2023/24  | Lisa Vittozzi (3)                       | Ingrid Landmark Tandrevold | Lisa Vittozzi                             | Lou Jeanmonnot             |
| 2024/25  | Lou Jeanmonnot                          | Franziska Preuß            | Lou Jeanmonnot                            | Franziska Preuß (2)        |

### Staffetta
| Stagione  | Maschile          | Femminile       | Mista              |
| --------- | ----------------- | --------------- | ------------------ |
| 1996-1997 | Germania          | Russia          |                    |
| 1997-1998 | Germania Norvegia | non assegnata   |                    |
| 1998-1999 | Germania          | Germania        |                    |
| 1999-2000 | Norvegia          | Germania Russia |                    |
| 2000-2001 | Norvegia          | Norvegia        |                    |
| 2001-2002 | Norvegia          | Germania        |                    |
| 2002-2003 | Bielorussia       | Russia          |                    |
| 2003-2004 | Norvegia          | Norvegia        |                    |
| 2004-2005 | Norvegia          | Russia          |                    |
| 2005-2006 | Germania          | Russia          |                    |
| 2006-2007 | Russia            | Francia         |                    |
| 2007-2008 | Norvegia          | Germania        |                    |
| 2008-2009 | Austria           | Germania        |                    |
| 2009-2010 | Norvegia          | Russia          |                    |
| 2010-2011 | Norvegia          | Germania        | Francia            |
| 2011-2012 | Francia           | Francia         | Russia             |
| 2012-2013 | Russia            | Norvegia        | Norvegia           |
| 2013-2014 | Germania          | Germania        | Norvegia Rep. Ceca |
| 2014-2015 | Russia            | Rep. Ceca       | Norvegia           |
| 2015-2016 | Norvegia          | Germania        | Norvegia           |
| 2016-2017 | Russia            | Germania        | Germania           |
| 2017-2018 | Norvegia          | Germania        | Italia             |
| 2018-2019 | Norvegia          | Norvegia        | Norvegia           |
| 2019-2020 | Norvegia          | Norvegia        | Norvegia           |
| 2020-2021 | Norvegia          | Svezia          | Norvegia           |
| 2021-2022 | Norvegia          | Svezia          | Norvegia           |
| 2022-2023 | Norvegia          | Francia         | Francia            |
| 2023-2024 | Norvegia          | Norvegia        | Norvegia           |
| 2024-2025 | Francia           | Francia         | Svezia             |

## Vincitori di gare di Coppa del Mondo

### Uomini
Dati aggiornati al 22 marzo 2025
     Biatleti in attività
Si elencano solamente gli atleti con almeno 10 vittorie in carriera.
| Pos. | Nome atleta            | Carriera  | Coppa del Mondo | Coppa del Mondo | Coppa del Mondo | Coppa del Mondo   | Totale |
| Pos. | Nome atleta            | Carriera  | Individuale     | Sprint          | Inseguimento    | Partenza in linea | Totale |
| ---- | ---------------------- | --------- | --------------- | --------------- | --------------- | ----------------- | ------ |
| 1    | Ole Einar Bjørndalen   | 1993–2018 | 8               | 35              | 37              | 14                | 94     |
| 2    | Johannes Thingnes Bø   | 2013–     | 5               | 37              | 24              | 14                | 80     |
| 3    | Martin Fourcade        | 2008–2020 | 14              | 23              | 28              | 14                | 79     |
| 4    | Raphaël Poirée         | 1995–2007 | 7               | 13              | 15              | 9                 | 44     |
| 5    | Emil Hegle Svendsen    | 2005–2018 | 8               | 11              | 12              | 6                 | 37     |
| 6    | Sven Fischer           | 1992–2007 | 6               | 13              | 10              | 4                 | 33     |
| 7    | Frank Ullrich          | 1977–1984 | 6               | 11              | –               | –                 | 17     |
| 8    | Frank-Peter Roetsch    | 1983–1992 | 4               | 11              | –               | –                 | 15     |
|      | / Vladimir Dračëv      | 1988–2006 | 4               | 8               | 2               | 1                 | 15     |
|      | Frode Andresen         | 1993–2013 | –               | 11              | 4               | –                 | 15     |
|      | Quentin Fillon Maillet | 2013–     | –               | 5               | 8               | 2                 | 15     |
|      | Tarjei Bø              | 2009–     | 1               | 8               | 2               | 4                 | 15     |
|      | Sturla Holm Lægreid    | 2020–     | 4               | 2               | 7               | 2                 | 15     |
| 14   | Eirik Kvalfoss         | 1981–1994 | 4               | 10              | –               | –                 | 14     |
| 15   | / Frank Luck           | 1987–2004 | 1               | 9               | 2               | –                 | 12     |
|      | Simon Schempp          | 2009–2021 | –               | 5               | 4               | 3                 | 12     |
| 17   | Peter Angerer          | 1981–1988 | 8               | 3               | –               | –                 | 11     |
|      | / Mark Kirchner        | 1989–1998 | 6               | 5               | –               | –                 | 11     |
|      | Michael Greis          | 2001–2013 | 3               | 4               | 2               | 2                 | 11     |
|      | Anton Šipulin          | 2009–2018 | 1               | 4               | 5               | 1                 | 11     |
| 21   | Arnd Peiffer           | 2009–2021 | 1               | 6               | 2               | 1                 | 10     |

### Donne
Dati aggiornati al 22 marzo 2025
     Biatlete in attività
Si elencano solamente le atlete con almeno 10 vittorie in carriera.
| Pos. | Nome atleta               | Carriera  | Coppa del Mondo | Coppa del Mondo | Coppa del Mondo | Coppa del Mondo   | Totale |
| Pos. | Nome atleta               | Carriera  | Individuale     | Sprint          | Inseguimento    | Partenza in linea | Totale |
| ---- | ------------------------- | --------- | --------------- | --------------- | --------------- | ----------------- | ------ |
| 1    | Magdalena Forsberg        | 1994–2002 | 7               | 13              | 19              | 3                 | 42     |
| 2    | Magdalena Neuner          | 2006–2012 | 1               | 18              | 7               | 8                 | 34     |
| 3    | Dar"ja Domračava          | 2006–2018 | 3               | 9               | 10              | 9                 | 31     |
| 4    | Uschi Disl                | 1989–2006 | 9               | 12              | 7               | 2                 | 30     |
| 5    | Tiril Eckhoff             | 2011–2022 | 1               | 14              | 11              | 3                 | 29     |
| 6    | Tora Berger               | 2001–2014 | 5               | 7               | 9               | 7                 | 28     |
| 7    | Kaisa Mäkäräinen          | 2005–2020 | 2               | 8               | 13              | 4                 | 27     |
| 8    | Liv Grete Skjelbreid      | 1993–2006 | 1               | 10              | 8               | 3                 | 22     |
|      | Andrea Henkel             | 1995–2014 | 4               | 5               | 8               | 5                 | 22     |
| 10   | / Alena Zubrylava         | 1992–2007 | 3               | 6               | 8               | 4                 | 21     |
|      | Kati Wilhelm              | 2000–2010 | 1               | 11              | 6               | 3                 | 21     |
| 12   | Sandrine Bailly           | 2000–2010 | 1               | 9               | 9               | 1                 | 20     |
|      | Laura Dahlmeier           | 2013–2019 | 3               | 3               | 10              | 4                 | 20     |
| 14   | Gabriela Soukalová        | 2009–2017 | 2               | 7               | 4               | 4                 | 17     |
|      | Marte Olsbu Røiseland     | 2012–2023 | –               | 7               | 8               | 2                 | 17     |
| 16   | Anastasija Kuz'mina       | 2006–2019 | –               | 9               | 5               | 2                 | 16     |
|      | Dorothea Wierer           | 2009–     | 6               | 4               | 2               | 4                 | 16     |
| 18   | Martina Beck              | 2000–2010 | 3               | 4               | 6               | 2                 | 15     |
| 19   | Helena Ekholm             | 2005–2012 | 4               | 2               | 3               | 4                 | 13     |
|      | Ol'ga Zajceva             | 2000–2014 | 2               | 5               | 4               | 2                 | 13     |
| 21   | Anna Carin Olofsson-Zidek | 2002–2011 | 2               | 6               | 2               | 2                 | 12     |
|      | Lou Jeanmonnot            | 2021–     | 2               | 2               | 6               | 2                 | 12     |
| 23   | Denise Herrmann-Wick      | 2016–2023 | 1               | 6               | 4               | –                 | 11     |
|      | Petra Behle               | 1987–1998 | 4               | 7               | –               | –                 | 11     |
|      | Julia Simon               | 2017–     | 1               | 1               | 5               | 4                 | 11     |
| 26   | / Anfisa Rezcova          | 1991–1995 | 3               | 7               | –               | –                 | 10     |
|      | Ol'ga Medvedceva          | 2000–2010 | 1               | 4               | 4               | 1                 | 10     |
|      | Justine Braisaz           | 2014–     | 2               | 4               | 1               | 3                 | 10     |
|      | Elvira Öberg              | 2019–     | –               | 2               | 4               | 4                 | 10     |